# Papitanya
Papitanya (Мaле Попове) település Ukrajnában, Kárpátalján, a Beregszászi járásban.

## Története
Területe a trianoni békéig Bereg vármegye Mezőkaszonyi járásához tartozott. Ekkor a mesterségesen létrehozott Csehszlovákiához csatolták. Papitanya 1920-1938 között Mali Popovo néven jött létre. 1938–44 között visszakerült Magyarországhoz.
1944-1945 között Gašparov Dvor néven jelölik. 1945-ben Szovjetunióhoz csatolták a települést. 1945-1991 között Solnechnoje néven találjuk. 1991 óta Ukrajnához tartozik. Ma Tiszatanya vagy Papitanya néven ismert.

## Népessége

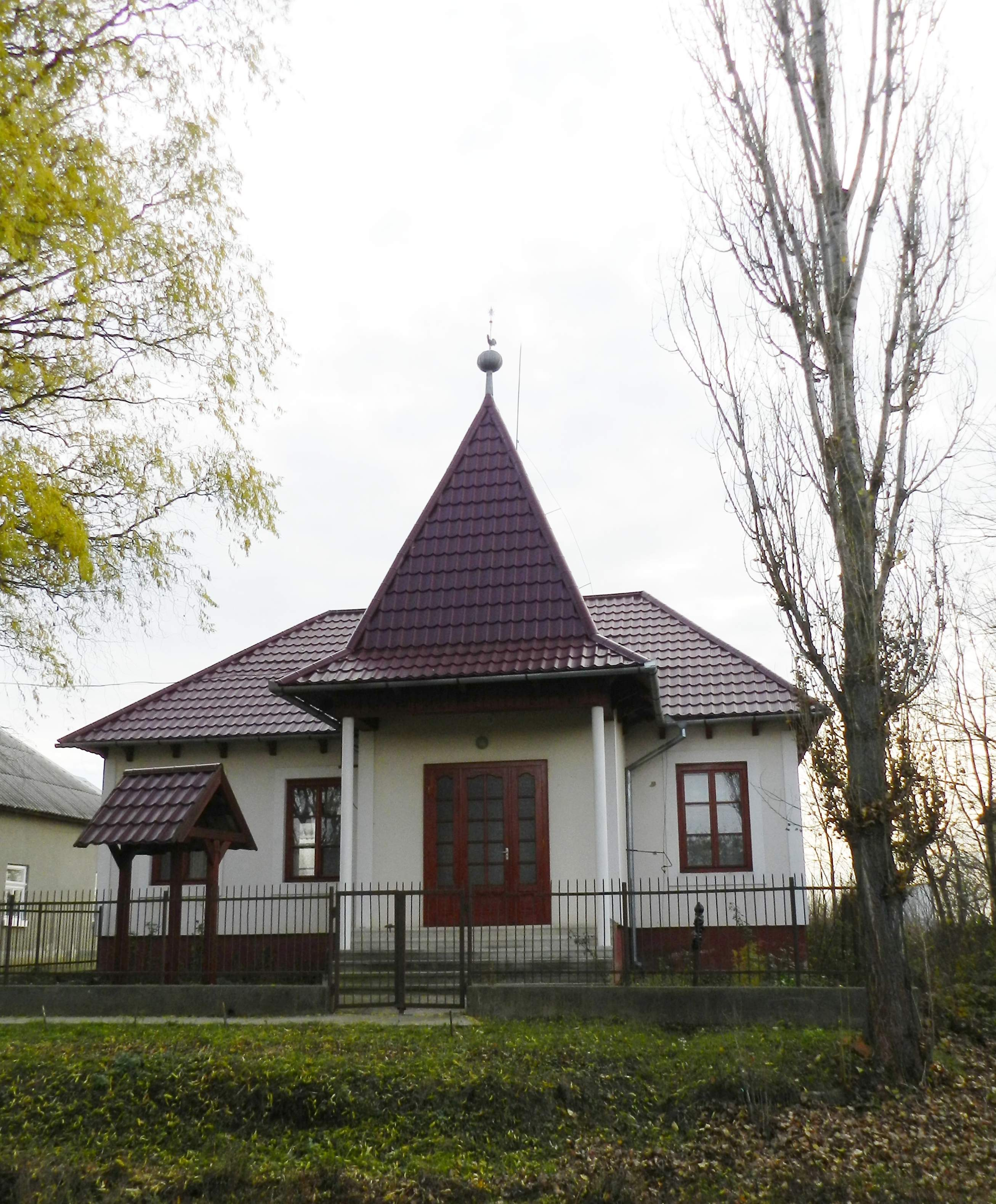
Református templom

A 2001-es népszámlálás adatai szerint 110 lakosából 104 magyar, 6 egyéb volt.